# محوطه تنگ علی
محوطه تنگ علی مربوط به هزاره ۴ قبل از میلاد است و در پلدختر واقع شده و این اثر در تاریخ ۱۵ دی ۱۳۸۷ با شمارهٔ ثبت ۲۴۲۵۸ به‌عنوان یکی از آثار ملی ایران به ثبت رسیده است.